# Bayi-Brikolo
Le Bayi-Brikolo est un département de la province du Haut-Ogooué au Gabon. Sa préfecture est Aboumi. 